# Hamburg Zwei
Hamburg Zwei est une station de radio locale privée implantée à Hambourg.

## Histoire
La radio a souvent changé de formats de musique et de noms :
- 1988–1990 : Rock/Blues

OK Radio (1988–1990)
- 1990–1995 : Contemporary Hit Radio

OK Radio (1990–1er août 1995)
- 1995–1997 : Power ballad & Schlager (Soft AC)

OK Magic 95 (1er août 1995–1997)
- 1997–1999 : Adult Contemporary[1]

Magic FM (1997–1998)
Mix 95.0 (1998–12 juin 1999)
- 1999–2014 : Oldiesender

Fun Fun Radio (12 juin 1999–2001)
Fun Fun 95 (2001–6 mai 2002)
Oldie95 (7 mai 2002–14 juillet 2014)
- Depuis 2014 : Adult Contemporary

Hamburg Zwei (depuis le 15 juillet 2014)
La radio démarre sous le nom de OK radio le 1er mars 1988 en tant que troisième émetteur privé à Hambourg (après Radio Hamburg et Radio 107). Klaus Schulz (éditeur du premier magazine de la ville de Hambourg, Oxmox) est l'initiateur du projet. Il souhaite créer une alternative acoustique à Radio Hamburg centrée sur le rock/blues. Les partenaires financiers sont Frank Otto et Rolf Baierle de ROBA Music Verlag. Après des désaccords internes sur l'orientation commerciale de l'émetteur, les chemins des opérateurs se sont séparés et Frank Otto est devenu l'unique actionnaire des magasins. Après des désaccords internes sur l'orientation commerciale, Frank Otto devient l'unique actionnaire.
En 1990, la radio rock est transformée en une radio spécifiquement destinée aux jeunes. C'est la première radio commerciale pour la jeunesse dans le nord de l'Allemagne. Le soir et le week-end, il y a de nombreux programmes de musique spéciaux. OK Radio atteint jusqu'à 15% de parts de marché (dans le groupe cible des 14 à 29 ans et même jusqu'à 60%).
En 1994, la NDR lance une radio pour la jeunesse sans publicité N-Joy Radio. OK Radio se plaint du début de la diffusion, une interdiction de diffusion par procédure expresse est rejetée. Le tribunal administratif de Hambourg ne déclare qu'en 1998 que la diffusion de N-Joy Radio sur 94.2 FM à Hambourg est illégale. Le 1er août 1995, le nom change pour OK Magic 95 et le format de musique aussi. Comme cela n’entraîne pas d'augmentation du nombre d’auditeurs, un autre changement est opéré en 1997 dans le format adulte contemporain sous le nom de Magic FM. Cette formule musicale est largement conservée même sous le nom adopté en 1998, Mix 95.0.
À l’été de 1999, sous le nom de Fun Fun Radio, une réorientation complète du format en tant que diffuseur d'anciens succès est finalement maintenue. Fun Fun Radio diffuse au début proportionnellement environ 70% de la musique des années 1970 et 30% de la musique des années 1960 puis, après une enquête commerciale, de la musique des années 1980. Puis, en mai 2002, la radio prend le nom d'Oldie95 et joue à peu près dans les mêmes proportions les années 1960, 1970 et 1980. La conversion en Oldie95 donne lieu à un spectacle lors du Hafengeburtstag du 9 au 12 mai et un concert de gala avec Gloria Gaynor le 30 mai 2002.
Depuis le 15 juillet 2014, la radio s'appelle Hamburg Zwei. Selon ses propres données, aucun titre de musique n'est envoyé plusieurs fois par jour. Le week-end, seule la musique des années 1980 est jouée.

## Actionnariat
Les actionnaires sont Frank Otto Medienbeteiligungs GmbH à 51 %, Radio Hamburg à 16,4 %, Regiocast à 16,3 % et Radio ffn à 16,3 %.

### Source de la traduction
- (de) Cet article est partiellement ou en totalité issu de l’article de Wikipédia en allemand intitulé « Hamburg Zwei » (voir la liste des auteurs).